# Yeo Hong-chul

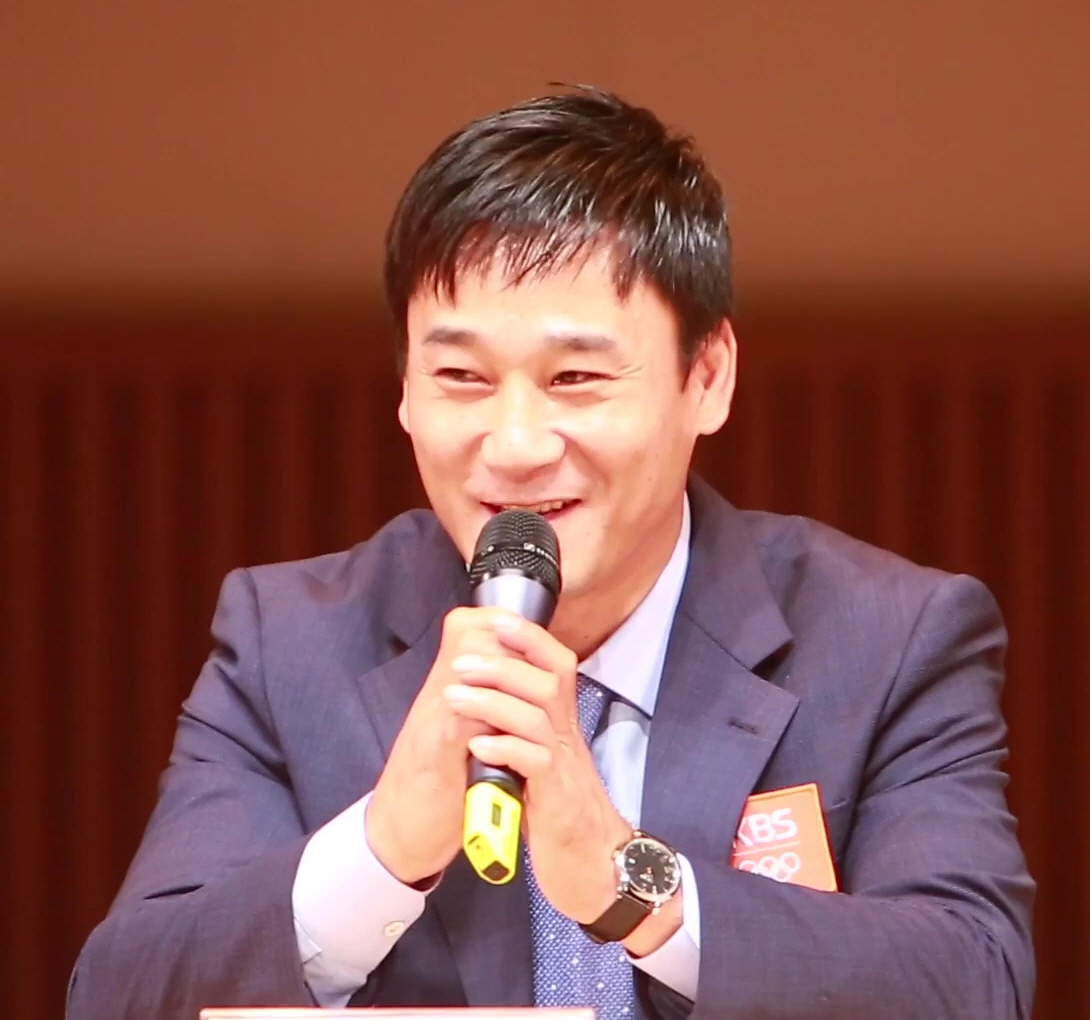
Yeo Hong-chul

Yeo Hong-Chul (em coreano: 여홍철) (Gwangju, 28 de maio de 1971) é um ex-ginasta sul-coreano que competiu em provas de ginástica artística pela nação.
Kim é o detentor de uma medalha olímpica, conquistada na edição de 1996, nos Jogos de Atlanta. Na ocasião, foi o medalhista de prata da prova do salto, após ser superado pelo russo Alexei Nemov. O ginasta é ainda detentor de duas medalhas mundiais, conquistadas em duas diferentes edições. No Campeonato de Brisbane foi o medalhista de bronze no salto sobre o cavalo, subindo ao pódio mais uma vez no mesmo aparelho dois anos depois, no Mundial de San Juan, dessa vez como vice-campeão.